# Castello di Dinazzano
Il castello di Dinazzano è un antico edificio difensivo sito a Dinazzano, nel comune di Casalgrande, in provincia di Reggio Emilia. 

## Storia
In un documento del 968 risulta appartenente, assieme a Fogliano e Castellarano al Contado di Parma.
Nel 1180 il castello di Dinazzano risulta appartenente per un terzo al Comune di Reggio, che controllava così il percorso del Canale di Secchia ed il confine con Modena, per un terzo ai Montemagno, che in quello stesso anno cedettero la loro 'quota' ai reggiani affinché lo fortificassero, e per un altro terzo ai signori di Sassuolo.
Nel 1275 Bernabò da Magreta lo vendette a Manfredo da Sassuolo, della famiglia Della Rosa.
Nel 1318 i reggiani si ripresero il castello che venne poi nel 1335 assegnato ai Da Fogliano.
Nel 1409 i Da Fogliano, alleati di Ottobuono de' Terzi, furono sconfitti da Niccolò III d'Este, pertanto furono costretti a cederlo; dapprima fu infeudato ai Della Sala, in seguito il territorio passò ai Boiardo, divenendo parte della Contea di Scandiano.
Nel 1443 il castello fu ulteriormente fortificato.
Nel 1474, dopo vari contrasti tra il conte Matteo Maria Boiardo ed il conte Giovanni Boiardo, suo cugino, il territorio della Contea di Scandiano venne diviso: a Matteo Maria andarono i territori di Scandiano, Gesso, Torricella e Sabbione, mentre Giovanni prendeva Arceto, Casalgrande, Dinazzano, Salvaterra e Montebabbio. L’investitura per Giovanni Boiardo di questi territori, tra cui Dinazzano, fu confermata dalla Camera Ducale Estense una prima volta nel 1475 e successivamente nel 1490.
Nel 1499, alla morte del conte Camillo Boiardo, senza eredi, il territorio diviso nel 1474 venne riunificato nuovamente dal conte Giovanni Boiardo.

## Descrizione
Il castello di Dinazzano sorge sulla pedecollina reggiana. Dalle sue mura, ora diroccate e pericolanti, era possibile dominare oltre al canale di Secchia, anche tutta l'alta pianura compresa tra Reggio e Modena. Oggigiorno resta in buono stato la torre del mastio, dotata di merlatura e piombatoi.